# シタデル・ラフェリエール

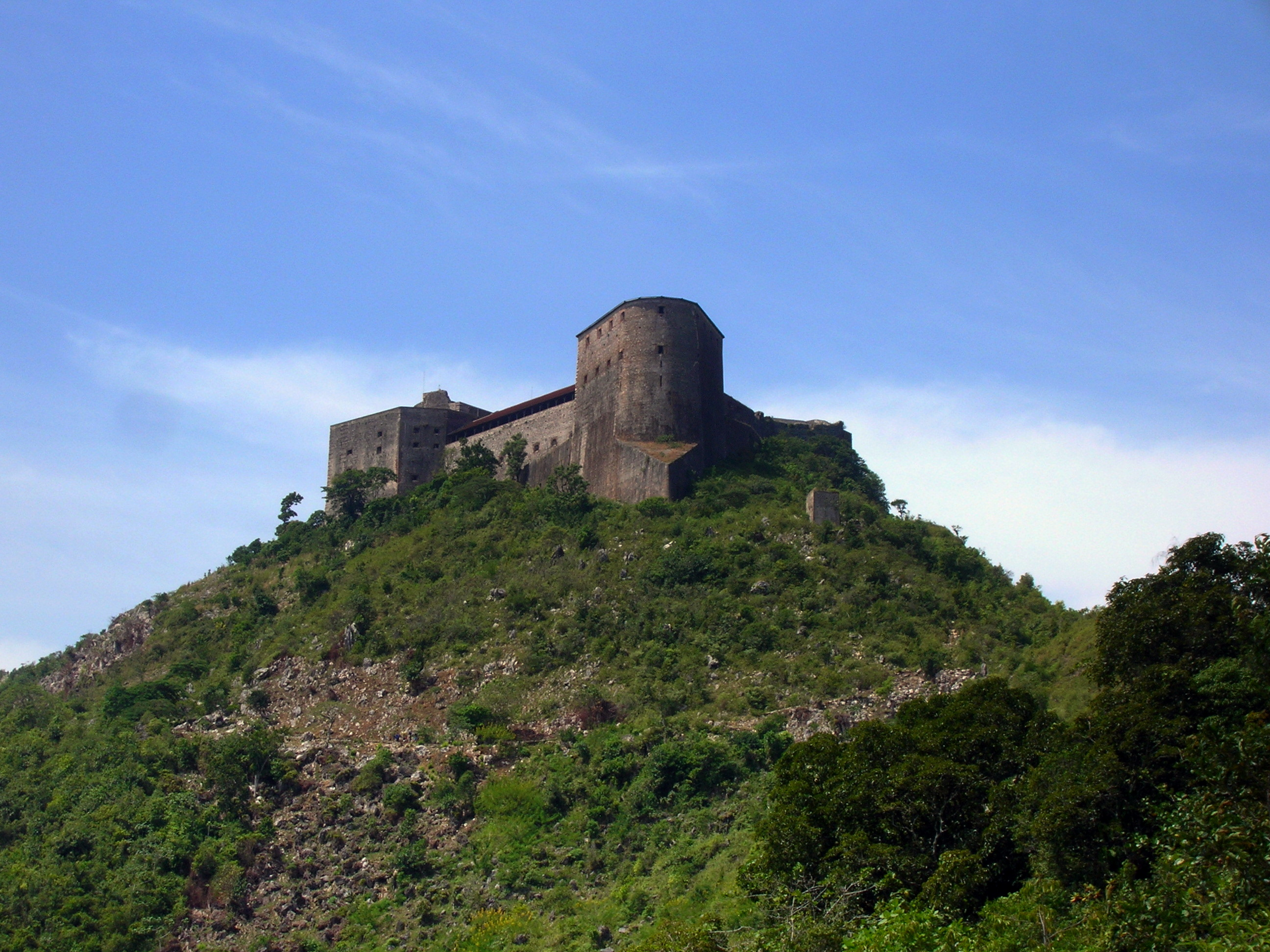
シタデル・ラフェリエール

シタデル・ラフェリエール（Citadelle Laferrière）は、ハイチ北部のラ・フェリエール山の頂に築かれた巨大な要塞である。シタデル・アンリ・クリストフ（Citadelle Henri Christophe）、あるいは単に「シタデル」とも呼ばれる。この巨大石造建築物は、独立してまもないハイチを旧宗主国であるフランスの侵攻から守るための要塞化の一環として、20万人もの奴隷労働者を使い、1805年から1817年に建てられた。
シタデルは、その威容からハイチの国民的シンボルになっており、観光省のポスター、通貨、郵便切手などのデザインにもなっている。のみならず、この要塞は西半球最大のものであり、1982年には近隣のサン＝スーシ宮殿などとともに、「シタデル、サン＝スーシ城、ラミエール国立歴史公園」の名でユネスコの世界遺産に登録された。

## 位置
この要塞はカパイシャンの約27 km南に位置し、近隣の町はミロである。シタデルは標高 970 mの山頂にあり、晴れていれば150kmほど西に位置するキューバ東岸まで見渡せる。

## 歴史
シタデル・ラフェリエールは、ジャック砦（Fort Jacques）やアレクサンドル砦（Fort Alexandre）などとともに、ハイチの防衛システムを構成するものであった。ジャック砦もアレクサンドル砦もジャン＝ジャック・デサリーヌが旧宗主国フランスの侵攻に備えて、1805年に建造を命じていたもので、ポルトープランスの防備を目的としていたものである。
シタデル・ラフェリエールは、1805年にアンリ・クリストフが主導する形で建造を命じられた。そのとき、クリストフはハイチの将軍であり、北部地方のchief administratorだった。クリストフはアレクサンドル・ペションと共謀して、1806年にハイチ皇帝デサリーヌに反旗を翻した。デサリーヌの死後、クリストフとペションの間で権力闘争が持ちあがり、ハイチは南北に分断された。北部を掌握したのがクリストフで、彼は1811年にハイチ国王アンリ1世として即位することを宣言した。
クリストフはある侵攻に際して、自軍に海岸沿いの有用な作物や食料を焼き払わせ、山頂のシタデルに続く一本道に待ち伏せを仕掛け、籠城することを計画したこともあった。 
クリストフの王政はその独裁性から長続きせず、1820年に軍隊の一部が反乱を起こし、ほどなくしてクリストフはサン＝スーシ城で自殺した。伝説によれば、自らを銀の小銃に込めた黄金の弾丸で撃ち抜いたという。彼の忠臣たちは生石灰で遺骸を覆い、損壊されないようにとシタデルの中庭の一つに葬った。

## 構造
シタデルに続く山道から見上げる外観は、さながら山腹から突き出た大きな石船の船首部分を思わせる。構造は角張っており、見る角度によって異なる幾何学的形態を呈した。要塞のほとんどには屋根がないが、真っ赤なレンガに飾られた傾斜した屋根のある部分も存在した。建造後、度々改修されたが、置換されたものはほとんどなく、往時の姿をとどめている。
シタデルには様々な大きさからなる365門の大砲が備え付けられていた。要塞の壁の基部には、当時蓄えられていた膨大な数の砲弾が、今も山積みになっている。要塞の壁それ自体は山頂から50 m ほど聳えており、砲弾の山も含めた全体の面積は約1 ha である。大きな礎石群は山頂の石に直接置かれ、モルタルに生石灰、糖蜜、ウシ・ヤギの血などを混ぜたもので固められた。
シタデル内部には大きな貯水槽と食料庫が備わっており、5000人の兵士が最大で1年は持ち堪えられるだけの蓄えができるようになっていた。また、王とその家族が避難できるように宮殿の区画も存在していた。ほかの施設には、地下牢、沐浴場、製パン所などがあった。
その堅牢さと備蓄とで難攻不落を謳われたこの要塞は、その後に度々起こった地震を凌いだが、本来想定されていたフランス軍の侵攻を受けることは一度もなかった。

## 観光
シタデルはハイチでも最も人気のある観光スポットの一つである。要塞を訪れるときには、ミローの町でガイドを雇う。観光客は入場料を払って中にはいるが、上り道であることからラバを借りることが奨励されている。10 km ほどの旅程の最初の部分については、四輪駆動車が使えることもあるが、土砂崩れや工事がしばしばあり、当てには出来ない。
シタデルの内部のほとんどは観光可能であり、長い階段を登って手すりなしの屋上に上ることも可能である。
ハイチは（特に中心地区で）政情不安定なため、近年観光客がシタデル来訪に二の足を踏みがちである。しかし、ハイチの北部や南部は概ね平穏で、首都ポルトープランスへの観光に比べれば、相対的に危険は少ない。